# Neil Diamond
Neil Leslie Diamond (sinh ngày 24 tháng 1 năm 1941) là một ca sĩ-songwriter, nhạc sĩ và diễn viên người Mỹ. Là một trong những nghệ sĩ bán chạy nhất mọi thời đại, ông đã bán được hơn 135 triệu bản thu âm trên toàn thế giới kể từ khi bắt đầu sự nghiệp vào những năm 1960. Với 38 bài hát trong Top 10, anh là nghệ sĩ thành công thứ hai trong lịch sử của bảng xếp hạng Billboard Adult Contemporary Top 10 . Các bài hát của ông đã được các nghệ sĩ biểu diễn trên khắp thế giới từ nhiều thể loại âm nhạc khác nhau.
Diamond được ghi danh vào Songwriters Hall of Fame năm 1984 và vào Rock and Roll Hall of Fame năm 2011. Ngoài ra, anh đã nhận được Giải thưởng thành tựu trọn đời Sammy Cahn năm 2000 và năm 2011 ông được vinh danh tại Trung tâm Kennedy. Trên bảng xếp hạng Hot 100 và Adult Contemporary, ông đã có 11 đĩa đơn số một: Cracklin' Rosie", "Song Sung Blue", "Longfellow Serenade", "I've Been This Way Before", "If You Know What I Mean", "Desiree", "You Don't Bring Me Flowers", "America", "Yesterday's Songs", "Heartlight", và "I'm a Believer". "Sweet Caroline" được chơi thường xuyên tại các sự kiện thể thao, và đã trở thành một bài hát của đội Boston Red Sox.

## Thời thơ ấu và học vấn
Diamond sinh ra ở Brooklyn, New York, trong một gia đình Do Thái hậu duệ từ người nhập cư Nga và Ba Lan. Cha mẹ của ông là Rose (nhũ danh Rapaport) và Akeeba "Kieve" Diamond, một thương gia bán vải. Ông lớn lên tại một số nhà ở Brooklyn, cũng trải qua bốn năm ở Cheyenne, Wyoming, nơi cha ông đóng quân. For his 16th birthday, he received his first guitar. Ở Brooklyn, ông theo học Erasmus Hall High School  và là thành viên của Câu lạc bộ Chorus và Choral cùng với bạn cùng lớp Barbra Streisand. Họ không phải là bạn thân vào lúc đó, Diamond nhớ lại: "Chúng tôi là hai trẻ em nghèo ở Brooklyn, chúng tôi thường tụ tập ở phía trước cửa trường Erasmus High và hút thuốc lá " Sau khi gia đình chuyển đi, anh theo học tại trường trung học Abraham Lincoln, và là một thành viên trong đội đấu kiếm. Trong sinh nhật lần thứ 16, ông nhận được cây guitar đầu tiên của mình .
Khi còn 16 tuổi, và vẫn còn học trung học, Diamond đã trải qua một số tuần tại trại Lake Surprise, trại cho trẻ em Do Thái ở vùng ngoại ô New York, khi ca sĩ nhạc dân ca Pete Seeger biểu diễn một buổi hòa nhạc nhỏ . Nhìn thấy ca sĩ được công nhận rộng rãi biểu diễn, và xem những đứa trẻ khác hát bài hát cho Seeger mà họ tự viết, đã có tác động ngay lập tức lên Diamond, người sau đó đã nhận thức được khả năng viết bài hát của chính mình. "Và điều tiếp theo, tôi được một cây đàn guitar khi chúng tôi trở về Brooklyn, bắt đầu học chơi nó và gần như ngay lập tức bắt đầu viết bài hát", ông nói. Ông nói thêm rằng sự thu hút của ông trong việc sáng tác nhạc là "mối quan tâm thực sự đầu tiên" khi ông lớn lên, ngoài việc giúp ông giải phóng "sự thất vọng" lúc còn trẻ của mình." 
Diamond cũng đã sử dụng kỹ năng mới phát triển của mình trong việc viết lời bài hát để viết thơ. Bằng cách viết các bài thơ cho các cô gái, mà ông bị thu hút trong trường học, ông sớm biết rằng nó thường giành được trái tim của họ. Các bạn học nam của ông ghi nhận điều này và bắt đầu yêu cầu ông viết thơ cho họ mà họ sẽ hát và sử dụng cũng đạt được thành công tương tự. Ông trải qua mùa hè sau khi tốt nghiệp làm một người bồi bàn tại khu nghỉ mát Catskills. Ở đó ông gặp Jaye Posner, người sau này nhiều năm sau trở thành vợ ông :26
Diamond tiếp theo vào Đại học New York nơi ông được học bổng đánh kiếm học chuẩn bị cho ngành y khoa. . Kỹ năng của ông trong việc đánh kiếm khiến ông trở thành thành viên của đội vô địch NCAA nam năm 1960. Tuy nhiên, ông thường buồn chán trong lớp, và cảm thấy viết lời bài hát thì hợp với ý thích của mình hơn. Ông bắt đầu bỏ lớp học và lên tàu hỏa đến Tin Pan Alley, nơi ông cố gắng để có được một số bài hát của ông được nghe bởi các nhà xuất bản âm nhạc địa phương. Vào năm cuối của khóa học, và chỉ còn 10 bài học trước khi tốt nghiệp, Sunbeam Music Publishing đã cho anh ta một công việc 16 tuần để viết các bài hát với giá 50 đô la một tuần và anh ta bỏ học để nhận nó.

## Sự nghiệp

### Thập niên 1960
Sau 16 tuần của ông tại Sunbeam Music, ông không được mướn nữa và sau đó bắt đầu viết và hát những bài hát của mình cho mục đích giới thiệu. "Tôi chưa bao giờ thực sự lựa chọn viết bài hát", anh nói. "Nó chỉ hút thu tôi và càng ngày càng trở nên quan trọng hơn trong cuộc đời tôi" .
Hợp đồng thu âm đầu tiên của Diamond được gọi là "Neil and Jack", một bộ đôi loại Everly Brothers gồm có Diamond và bạn học trung học Jack Parker. Họ thu hai đĩa đơn không thành công: "You are my love at last" b / w "What Will I Do" và "I'm Afraid" b / w "Till You've Tryied Love", cả hai đều phát hành vào năm 1962. Sau đó cũng trong năm 1962, Diamond ký hợp đồng với hãng Columbia Records với vai trò ca sĩ solo. Columbia phát hành đĩa đơn "At Night" b / w "Clown Town" vào tháng 7 năm 1963, mà Billboard đánh giá xuất sắc nhưng vẫn không thành công. Columbia từ bỏ hợp đồng với ông và ông trở lại để viết bài hát, bên trong và ngoài các nhà xuất bản trong bảy năm tiếp theo.
Ông sáng tác nhạc bất cứ nơi nào có thể, kể cả trên xe buýt, và sử dụng một cây đàn piano nhỏ trên Câu lạc bộ Birdland ở thành phố New York. Một trong những nguyên nhân của cuộc sống du mục này như một nhạc sĩ là vì những bài hát của ông có quá nhiều từ: "Tôi đã dành rất nhiều thời gian cho lời bài hát, và họ đang tìm kiếm những cái móc, và tôi không thực sự hiểu bản chất của điều đó, " ông nói.
Trong những năm khó khăn đó, ông chỉ có thể bán được một bài hát mỗi tuần, đủ để tồn tại. Ông thấy mình chỉ kiếm được đủ để chi tiêu 35 xu một ngày cho thực phẩm (US $ 3 vào năm 2016) . Tuy nhiên, sự yên tĩnh mà ông có ở trên Câu lạc bộ Birdland cho phép ông tập trung vào việc viết mà không bị sao lãng; khi anh giải thích, "Một điều gì đó mới bắt đầu xảy ra.Tôi không bị áp lực, và những bài hát thú vị đột ngột bắt đầu hiện ra, những bài hát có những thứ mà những người khác không làm."  Trong số đó có "Cherry, Cherry" và "Người đàn ông cô độc". "Solitary Man" là bản thu âm đầu tiên mà Diamond thu lại lấy tên của mình mà đã lọt vào bảng xếp hạng. Nó vẫn là một trong những bài hát mà chính ông lúc nào cũng yêu thích nhất, vì nó đã được tự truyện về những năm đầu của ông như một nhạc sĩ mặc dù anh ấy đã không nhận ra nó vào lúc đó:
[4]: 37 
Mãi cho tới những năm sau, khi tôi tìm hiểu phân tâm học của Freud, tôi mới hiểu rằng đó là tôi. Đó là sự kết quả tự nhiên của nỗi tuyệt vọng của tôi.:37